# Affaire Kevin Bennett
L'affaire Kevin Bennett est une affaire judiciaire de mœurs mettant en cause Kevin Bennett , un prêtre catholique canadien. En 1990, il est condamné à quatre ans de prison pour avoir agressé sexuellement des enfants. Par ailleurs, le diocèse de Saint-Georges est condamné à verser 13 millions de dollars aux victimes.

## Historique
Le prêtre Kevin Bennett travaille, dans les années 1960,  à l'orphelinat du Mount Cashel à Saint-Jean de Terre-Neuve à Terre-Neuve-et-Labrador . Cet orphelinat est alors dirigé par les Frères chrétiens, des centaines d'enfants y furent violentés, . 
Il est reconnu coupable en 1990 d'agressions sexuelles de garçons dans des paroisses de l'ancien diocèse de Saint-Georges à Terre-Neuve-et-Labrador devenu en 2007 diocèse de Corner Brook et du Labrador. Il est condamné à quatre ans de prison.  
Kevin Bennett déclare que l'Église semblait être informée de ses agressions sexuelles. Un autre prêtre ayant échangé avec lui sur ces abus dès 1968. Deux évêques consécutifs n'ont rien fait pour empêcher les agressions. En 1979, une des victimes révèle l'agression à l'archevêque du diocèse voisin. L'archevêque décide de communiquer la plainte à l'évêque de St. George's, mais encore une fois rien n'est fait. 
Les 36 victimes engagent alors une action en réparation à son encontre mais aussi à l'égard du diocèse et de l’Église catholique romaine En première instance, le juge conclut à la responsabilité du fait d'autrui du diocèse de St. George's, mais il rejette l'action à l'égard de l'Église catholique. La Cour d'appel rejette l'action à l'égard de l'Église catholique mais conclut que le diocèse est responsable directement et non seulement selon la responsabilité pour le fait d'autrui. Le diocèse fait appel de la décision en Cour suprême. La victime est également appelante au pourvoi incident, qui demande à la Cour de réexaminer la responsabilité de l'ensemble des défendeurs.

La Cour suprême du Canada dans le jugement Untel c. Bennet, a jugé que la preuve était trop mince pour « examiner sérieusement la question difficile et importante de savoir si l’Église catholique romaine peut être tenue responsable dans une affaire comme celle qui nous préoccupe ». Mais la cour indique dans sa conclusion : 

« La Roman Catholic Episcopal Corporation of St. George’s est responsable envers les demandeurs‑intimés directement et par application du principe de la responsabilité du fait d’autrui. [...], je suis d’avis de condamner la Roman Catholic Episcopal Corporation of St. George’s à payer aux demandeurs‑intimés les dépens à l’égard du présent pourvoi et du pourvoi incident sur la base procureur‑client  »

En mai 2005, l’évêque Douglas Crosby du diocèse de Saint-Georges annonce la mise en vente des propriétés du diocèse afin de payer 13 millions de dollars aux 37 victimes de Kévin Benett. Chaque victime recevra entre 750 000 et un million de dollars. Finalement les 13 millions de dollars sont collectés auprès des églises canadiennes et de leurs paroissiens ainsi l'évêché conserve ses biens.